# David Leybel
 (septembre 2023).
David Leybel, né en 1954 à Strasbourg, est un rabbin israélien d'origine française. Il est Rosh Kollel, Rosh Yeshiva et le fondateur en 2011 du réseau A’hvat Torah puis en 2013 de la société AvraTech. Il organise l’intégration des haredim sur le marché du travail.

## Biographie
David Leybel est le fils du rabbin Moché Yoel Leybel, ancien rosh yeshiva de la Yechiva d'Aix-les-Bains.

### Études
David Leybel étudie à la yechiva de Gateshead, Angleterre. À un jeune âge il fait son aliya en Israël. Il étudie à la Yechiva de Ponevezh à Bnei Brak et devient l’élève du rabbin Elazar Shach,.

### Rosh Yeshiva et Rosh Kollel
David Leybel devient en 1977 Maggid Shiur à la Yechiva Torah ve-Chalom à Bnei Brak. Après trois ans, il devient Rosh Kollel des institutions Ohel Moché de Bnei Brak. Il sert plus tard comme président de ces institutions.
Depuis 1977, il dirige un réseau de Kollelim et de Yechivot. En 1987, il devient Rosh Kollel au sein de la cour hassidique de Karlin. En 1995, David Leybel fonde un "Kollel Rabbi Akiva Eiger", puis des branches établies à Jérusalem, Bnei Brak, El'ad, Hadera, Modiin Illit ainsi qu’à Strasbourg.
En 2008, il fonde la "Yechiva Rabbenou ‘Haïm ha-Levy" (du nom de Haïm Soloveitchik).

### Industrie du diamant
Il fonde en 1994 l’entreprise de diamant Leybel-Elieli Diamond Ltd., à la bourse de Ramat Gan.

### L’université JBH
David Leybel fonde en 2013 l’université JBH visant à former les hommes orthodoxes à la high-tech, secteur duquel l’industrie israélienne est considérée comme étant à la pointe. Au sein de ces institutions, on consacre plusieurs heures journalières à l’étude de la Torah en plus de la formation à l'informatique. Après la période de formation, les hommes vont travailler dans des entreprises qui intègrent étude de la Torah et travail,.
Dans la continuité des études à l’université JBH, l’entreprise RavTech est fondée en 2014,. L’emploi du temps comprend des heures pour l’étude de la Torah. Cette école développe des logiciels informatiques et des applications pour smartphone,.
En 2018, le revenu de l’entreprise est d’environ 8 millions de NIS et elle reçoit près de 4 millions de dollars.